# Otto Stuppacher
Otto Stuppacher (Wenen, 3 maart 1947 – aldaar, 13 augustus 2001) was een autocoureur uit Oostenrijk.
Voorafgaand aan zijn Formule 1-carrière reed Stuppacher in hillclimbs en sportscars. Hij nam deel aan 1000 kms van de Nürburgring, Monza, Montjuïc, Brands Hatch en Zeltweg en aan de 500 kms van Zolder en Spa, waar hij in 1970 als vijfde eindigde. Hij won ook één race in het toenmalige Tsjechoslowakije. In 1972 nam hij ook deel aan de 24 uur van Le Mans voor het Bosch Racing Team, met zijn landgenoot Walter Roser als teamgenoot. Zij vielen echter na elf ronden uit.
In 1976 schreef hij zich in voor de Grand Prix van Oostenrijk, de Grand Prix van Italië, de Grand Prix van Canada en de Grand Prix van de Verenigde Staten voor het team Tyrrell, maar hij wist zich in geen van deze races te kwalificeren en scoorde zo ook geen WK-punten. In de laatste van deze races reed hij in de kwalificaties een tijd die 27 seconden langzamer was dan polesitter James Hunt, wat nog altijd een record is voor het grootste verschil tussen de snelste en de langzaamste kwalificatietijd in de Formule 1. Ook tijdens de GP van Italië mocht hij aanvankelijk niet starten, maar omdat enkele auto's werden gediskwalificeerd door problemen met hun brandstof, was hij opgeschoven naar de 26e kwalificatietijd, in een tijd waar 26 auto's mochten starten. Omdat hij Italië echter al had verlaten in de waan dat hij zich niet had gekwalificeerd en kon niet op tijd terug naar het circuit komen.
Na zijn Formule 1-carrière is weinig bekend over zijn verdere leven tot hij in 2001 dood werd gevonden in zijn flat.